# Campeonato de Primera D 2010-11
El Campeonato de Primera D 2010-11, fue la sexagésima primera edición del torneo de Primera D. Dio comienzo el 7 de agosto de 2010 y finalizó el 30 de mayo de 2011.
Los nuevos equipos participantes fueron: Puerto Nuevo que volvió de la desafiliación y los descendidos de la Primera C, Barracas Bolívar y Argentino de Rosario.
El campeón del torneo fue Dock Sud, equipo que salió campeón faltando una fecha y obtuvo el ascenso a la Primera C 2011-12. El subcampeón fue Atlas, que luego resultó ganador del reducido y accedió a disputar la promoción, en la que no pudo superar a Sacachispas.
Asimismo, Puerto Nuevo quedó nuevamente desafiliado por una temporada al tener el peor promedio de la tabla.

## Ascensos y descensos
| Promedio | Desafiliado de la Primera D 2009-10 |
| -------- | ----------------------------------- |
| 18.º     | Muñiz                               |

| Reafiliado   |
| ------------ |
| Puerto Nuevo |

| Posición  | Ascendidos a la Primera C 2010-11 |
| --------- | --------------------------------- |
| 1.º       | UAI Urquiza                       |
| Promoción | Liniers                           |

| Promedio  | Descendidos de la Primera C 2009-10 |
| --------- | ----------------------------------- |
| Promoción | Argentino (R)                       |
| 20.º      | Barracas Bolívar                    |

## Equipos
| Equipo               | Ciudad               | Estadio                  | Capacidad |
| -------------------- | -------------------- | ------------------------ | --------- |
| Argentino de Quilmes | Quilmes              | Argentino de Quilmes     | 7000      |
| Argentino de Rosario | Rosario              | José Martín Olaeta       | 10.000    |
| Atlas                | General Rodríguez    | Estadio Ricardo Puga     | 2500      |
| Barracas Bolívar     | Buenos Aires         | Carlos Barraza           | 10.000    |
| Cañuelas             | Cañuelas             | Jorge Alfredo Arín       | 1500      |
| Central Ballester    | General San Martín   | Néstor Bedgni            | 3200      |
| Centro Español       | Morón (Buenos Aires) | Jorge Alfredo Arín       | 1500      |
| Claypole             | Claypole             | Rodolfo Vicente Capocasa | 1000      |
| Deportivo Paraguayo  | Buenos Aires         | Juan Antonio Arias       | 3000      |
| Deportivo Riestra    | Buenos Aires         | Guillermo Laza           | 3000      |
| Dock Sud             | Dock Sud             | De Los Inmigrantes       | 9500      |
| Ituzaingó            | Ituzaingó            | Ituzaingó                | 3500      |
| Juventud Unida       | San Miguel           | Néstor Bedgni            | 3200      |
| Lugano               | Tapiales             | José María Moraños       | 1500      |
| Puerto Nuevo         | Campana              | Rubén Carlos Vallejos    | 500       |
| San Martín           | Burzaco              | Francisco Boga           | 3500      |
| Victoriano Arenas    | Valentín Alsina      | Saturnino Moure          | 1500      |
| Yupanqui             | Buenos Aires         | Juan Antonio Arias       | 3000      |

### Distribución geográfica de los equipos
| Región                                   | Cant. | Equipos |
| ---------------------------------------- | ----- | --- |
| Conurbano bonaerense                     | 10    | Argentino de Quilmes, Central Ballester, Centro Español, Claypole, Dock Sud, Ituzaingó, Juventud Unida, Lugano, San Martín (B) y Victoriano Arenas |
| Ciudad de Buenos Aires                   | 3     | Deportivo Paraguayo, Deportivo Riestra y Yupanqui                                                                                                  |
| Interior de la provincia de Buenos Aires | 4     | Atlas, Barracas Bolívar, Cañuelas y Puerto Nuevo                                                                                                   |
| Provincia de Santa Fe                    | 1     | Argentino de Rosario |

## Formato

### Competición
Se disputa un torneo todos contra todos a dos ruedas, local y visitante, de 34 fechas. Se otorgan 3 puntos por partido ganado y 1 punto por partido empatado.

### Ascenso
El equipo que obtiene más puntos es el campeón y asciende directamente a la Primera C. Los equipos ubicados desde el 2.º lugar hasta el 9.º lugar participan en un torneo reducido (octogonal). Cuartos de final, semifinales y finales se jugarán a dos partidos, local y visitante, teniendo ventaja deportiva el equipo mejor ubicado en la tabla de posiciones a igualdad de puntos y goles. El ganador del torneo reducido jugará una promoción a dos partidos, local y visitante contra el segundo peor posicionado de la tabla de promedios de la Primera C, en caso de empate el equipo de la división superior ganara el partido por ventaja deportiva. Dicho equipo será Sacachispas, el cual cayó derrotado 2 a 0 ante San Miguel, en un partido desempate disputado el 20 de mayo de 2011 en el estadio de Dálmine, tras haber igualado ambos equipos en el anteúltimo peor promedio de la Primera C.

### Desafiliación temporaria
El equipo que ocupó el último puesto en la tabla de promedios perdió la categoría, quedando desafiliado por una temporada.

## Tabla de posiciones
|  |     | Equipo              | Pts | PJ | G  | E  | P  | GF | GC | Dif |
|  | --- | ------------------- | --- | -- | -- | -- | -- | -- | -- | --- |
|  | 1.  | Dock Sud            | 72  | 34 | 21 | 9  | 4  | 58 | 23 | 35  |
|  | 2.  | Atlas               | 66  | 34 | 20 | 6  | 8  | 53 | 22 | 31  |
|  | 3.  | San Martín (B)      | 58  | 34 | 17 | 7  | 10 | 53 | 39 | 14  |
|  | 4.  | Riestra             | 57  | 34 | 16 | 9  | 9  | 39 | 33 | 6   |
|  | 5.  | Centro Español      | 55  | 34 | 15 | 10 | 9  | 41 | 38 | 3   |
|  | 6.  | Argentino (Q)       | 54  | 34 | 16 | 6  | 12 | 50 | 43 | 7   |
|  | 7.  | Ituzaingó           | 51  | 34 | 14 | 9  | 11 | 48 | 38 | 10  |
|  | 8.  | Claypole            | 50  | 34 | 14 | 8  | 12 | 46 | 41 | 5   |
|  | 9.  | Juventud Unida      | 50  | 34 | 13 | 11 | 10 | 33 | 29 | 4   |
|  | 10. | Lugano              | 48  | 34 | 13 | 9  | 12 | 35 | 40 | -5  |
|  | 11. | Argentino (R)       | 46  | 34 | 13 | 7  | 14 | 48 | 35 | -13 |
|  | 12. | Cañuelas            | 40  | 34 | 8  | 16 | 10 | 21 | 31 | -10 |
|  | 13. | Central Ballester   | 39  | 34 | 10 | 9  | 15 | 32 | 43 | -11 |
|  | 14. | Deportivo Paraguayo | 38  | 34 | 11 | 5  | 18 | 34 | 43 | -9  |
|  | 15. | Barracas Bolívar    | 33  | 34 | 7  | 12 | 15 | 26 | 31 | -5  |
|  | 16. | Victoriano Arenas   | 33  | 34 | 9  | 6  | 19 | 28 | 51 | -23 |
|  | 17. | Yupanqui            | 27  | 34 | 6  | 9  | 19 | 27 | 59 | -32 |
|  | 18. | Puerto Nuevo        | 22  | 34 | 4  | 10 | 20 | 23 | 56 | -33 |

|  | Campeón. Ascendió a la Primera C. |
|  | Clasificación al Reducido.        |

## Torneo reducido
Los equipos ubicados del segundo al noveno lugar de la tabla final de posiciones participaron del torneo reducido, cuyo ganador jugó la promoción contra Sacachispas, segundo peor promedio finalizado el Campeonato de Primera C 2010-11 (Argentina).
|  | Cuartos de final    | Cuartos de final    | Cuartos de final    |   |                | Semifinales             | Semifinales             | Semifinales             |  |  | Final            | Final            | Final            |
|  | 17, 22 y 23 de mayo | 17, 22 y 23 de mayo | 17, 22 y 23 de mayo |   |                | 30 de mayo y 4 de junio | 30 de mayo y 4 de junio | 30 de mayo y 4 de junio |  |  | 11 y 17 de junio | 11 y 17 de junio | 11 y 17 de junio |
|  |                     |                     |                     |   |                |                         |                         |                         |  |  |                  |                  |                  |
|  | Atlas               | 3                   | 3                   |   |                |                         |                         |                         |  |  |                  |                  |                  |
|  | Juventud Unida      | 1                   | 2                   |   |                |                         |                         |                         |  |  |                  |                  |                  |
|  | Juventud Unida      | 1                   | 2                   |   | Atlas          | 0                       | 0                       |                         |  |  |                  |                  |                  |
|  |                     |                     |                     |   | Atlas          | 0                       | 0                       |                         |  |  |                  |                  |                  |
|  |                     | Claypole            | 0                   | 0 |                |                         |                         |                         |  |  |                  |                  |                  |
|  | San Martín (B)      | Claypole            | 0                   | 0 | 0              | 1                       |                         |                         |  |  |                  |                  |                  |
|  | San Martín (B)      |                     |                     |   | 0              | 1                       |                         |                         |  |  |                  |                  |                  |
|  | Claypole            | 2                   | 0                   |   |                |                         |                         |                         |  |  |                  |                  |                  |
|  |                     |                     |                     |   |                |                         |                         |                         |  |  | Atlas            | 1                | 1                |
|  |                     |                     | Centro Español      | 1 | 0              |                         |                         |                         |  |  |                  |                  |                  |
|  | Centro Español      | 1                   | 3                   |   |                |                         |                         |                         |  |  |                  |                  |                  |
|  | Argentino (Q)       | 2                   | 0                   |   |                |                         |                         |                         |  |  |                  |                  |                  |
|  | Argentino (Q)       | 2                   | 0                   |   | Centro Español | 1                       | 1                       |                         |  |  |                  |                  |                  |
|  |                     |                     |                     |   | Centro Español | 1                       | 1                       |                         |  |  |                  |                  |                  |
|  |                     | Ituzaingó           | 2                   | 0 |                |                         |                         |                         |  |  |                  |                  |                  |
|  | Riestra             | Ituzaingó           | 2                   | 0 | 0              | 3                       |                         |                         |  |  |                  |                  |                  |
|  | Riestra             |                     |                     |   | 0              | 3                       |                         |                         |  |  |                  |                  |                  |
|  | Ituzaingó           | 2                   | 2                   |   |                |                         |                         |                         |  |  |                  |                  |                  |

## Promoción con la Primera C
| Atlas                                                                            | 0 - 1 | Sacachispas | Leandro N. Alem      | 21 de junio de 2011 | 15:00 |
| Sacachispas                                                                      | 0 - 1 | Atlas       | Estadio Beto Larrosa | 25 de junio de 2011 | 15:00 |
| Con un global de 1-1 Sacachispas permaneció en Primera C, por ventaja deportiva. |       |             |                      |                     |       |

## Tabla de promedios
| Pos  | Equipo            | PJ  | 2008-09 | 2009-10 | 2010-11 | Pts | Promedio |
| ---- | ----------------- | --- | ------- | ------- | ------- | --- | -------- |
| 1.º  | Argentino (Q)     | 102 | 68      | 56      | 54      | 178 | 1,745    |
| 2.º  | Atlas             | 102 | 61      | 50      | 66      | 177 | 1,735    |
| 3.º  | Deportivo Riestra | 102 | 71      | 45      | 57      | 173 | 1,696    |
| 4.º  | Dock Sud          | 102 | 37      | 56      | 72      | 165 | 1,618    |
| 5.º  | San Martín (B)    | 102 | 28      | 64      | 58      | 150 | 1,471    |
| 6.º  | Claypole          | 102 | 49      | 44      | 50      | 143 | 1,402    |
| 7.º  | Ituzaingó         | 102 | 43      | 49      | 51      | 143 | 1,402    |
| 8.º  | Argentino (R)     | 34  | -       | -       | 46      | 46  | 1,353    |
| 9.º  | Centro Español    | 102 | 33      | 49      | 55      | 137 | 1,343    |
| 10.º | Cañuelas          | 68  | -       | 51      | 40      | 91  | 1,338    |
| 11.º | Victoriano Arenas | 102 | 52      | 49      | 33      | 134 | 1,314    |
| 12.º | Juventud Unida    | 102 | 50      | 32      | 50      | 132 | 1,294    |
| 13.º | Lugano            | 102 | 48      | 28      | 48      | 124 | 1,216    |
| 14.º | Yupanqui          | 102 | 33      | 61      | 27      | 121 | 1,186    |
| 15.º | Dep. Paraguayo    | 102 | 50      | 29      | 38      | 117 | 1,147    |
| 16.º | Central Ballester | 102 | 29      | 37      | 39      | 105 | 1,029    |
| 17.º | Barracas Bolívar  | 34  | -       | -       | 33      | 33  | 0,971    |
| 18.º | Puerto Nuevo      | 34  | -       | -       | 22      | 22  | 0,647    |

|  | Desafiliado por una temporada. |

## Goleadores
| Jugador            | Equipo         | Goles |
| ------------------ | -------------- | ----- |
| Lucas Buono        | Ituzaingó      | 20    |
| Rodrigo Fonzalinda | Juventud Unida | 20    |
| Alcides Miranda    | Dock Sud       | 17    |
| Diego Leguiza      | Atlas          | 15    |